# Laura et le Secret du diamant
 (septembre 2015).
Si vous disposez d'ouvrages ou d'articles de référence ou si vous connaissez des sites web de qualité traitant du thème abordé ici, merci de compléter l'article en donnant les références utiles à sa vérifiabilité et en les liant à la section « Notes et références ».
Laura et le Secret du diamant (Laura's Happy Adventures en anglais) est un jeu vidéo d'aventure développé par Ubisoft Montréal et édité par Ubi Soft Entertainment, sorti sur PC Windows en 1998. Une version du jeu est également sortie sur Game Boy Color en 2000, avec toutefois de nombreuses et notables différences avec le jeu PC, au point que les deux jeux peuvent être considérés comme distincts.
Les personnages et éléments du décor sont issus de l'univers Playmobil.

## Histoire
Le joueur contrôle Laura, une petite fille qui vit avec sa famille dans une belle et grande maison victorienne.
Son grand-père était un grand explorateur quand il était jeune. Un jour, en train d'admirer sa collection de pierres au grenier, Laura prend une roche volcanique et la fait accidentellement tomber. À l'intérieur de cette roche, Laura découvre un petit diamant rose qui se met à virevolter autour d'elle et à lui raconter son histoire. Le diamant servait de porte-bonheur aux fées jusqu'au jour où l'une des fées le perdit dans une grotte où il fut englouti sous la lave d'un volcan. 
Depuis, le diamant a perdu tous ses pouvoirs et Laura est invitée à rendre de petits services aux gens autour d'elle et dans sa petite ville, afin de lui redonner ses pouvoirs et que celui-ci puisse à son tour devenir son porte-bonheur.

## Développement
Laura se déplace dans un monde en 3D. Elle peut marcher, courir, sauter, parler aux habitants, ouvrir des portes et des tiroirs, monter ou descendre des échelles, ramasser et utiliser des objets (avec son sac à dos qui fait office d'inventaire), etc.
Le jeu présente quelques aspects de personnalisation au niveau de la maison, où il est possible par exemple de choisir le papier peint, les couvertures de lits, les motifs des rideaux ou des tapis.
Dans la version française du jeu, toutes les voix sont en français. Il existe des versions en anglais, en espagnol et en allemand.

## Accueil
Dans l'ensemble, le jeu a été bien reçu par la critique. Le succès des jouets Playmobil en Europe a permis au jeu d'attirer un certain public. Il est apprécié pour la richesse des lieux et des décors mais également pour la qualité du scénario. Bien que le jeu soit conçu principalement pour un public féminin, la qualité du scénario et de l'aventure a su également attirer un public masculin.